# John Day Fossil Beds nationalmonument

John Day Fossil Beds nationalmonument ligger i den østlige del af delstaten Oregon i USA. Foruden at være et naturskønt område er området et af de rigeste fundsteder for fossiler.
De fundne fossiler er særdeles velbevarede og omfatter både planter og pattedyr, der levede i tidsrummet fra Eocæn for omkring 54 millioner år siden til Miocæn for cirka 6 millioner år siden. Der er blandt andet fundet metasequoia (33 millioner år gamle), heste og kameler (15 millioner år gamle)

## Eksterne links
- Active Science & Spectacular Scenery. National Park Service
- Finding fossils in John Day. Geotimes

44°33′21″N 119°38′43″V / 44.55583°N 119.64528°V